# Arrogate

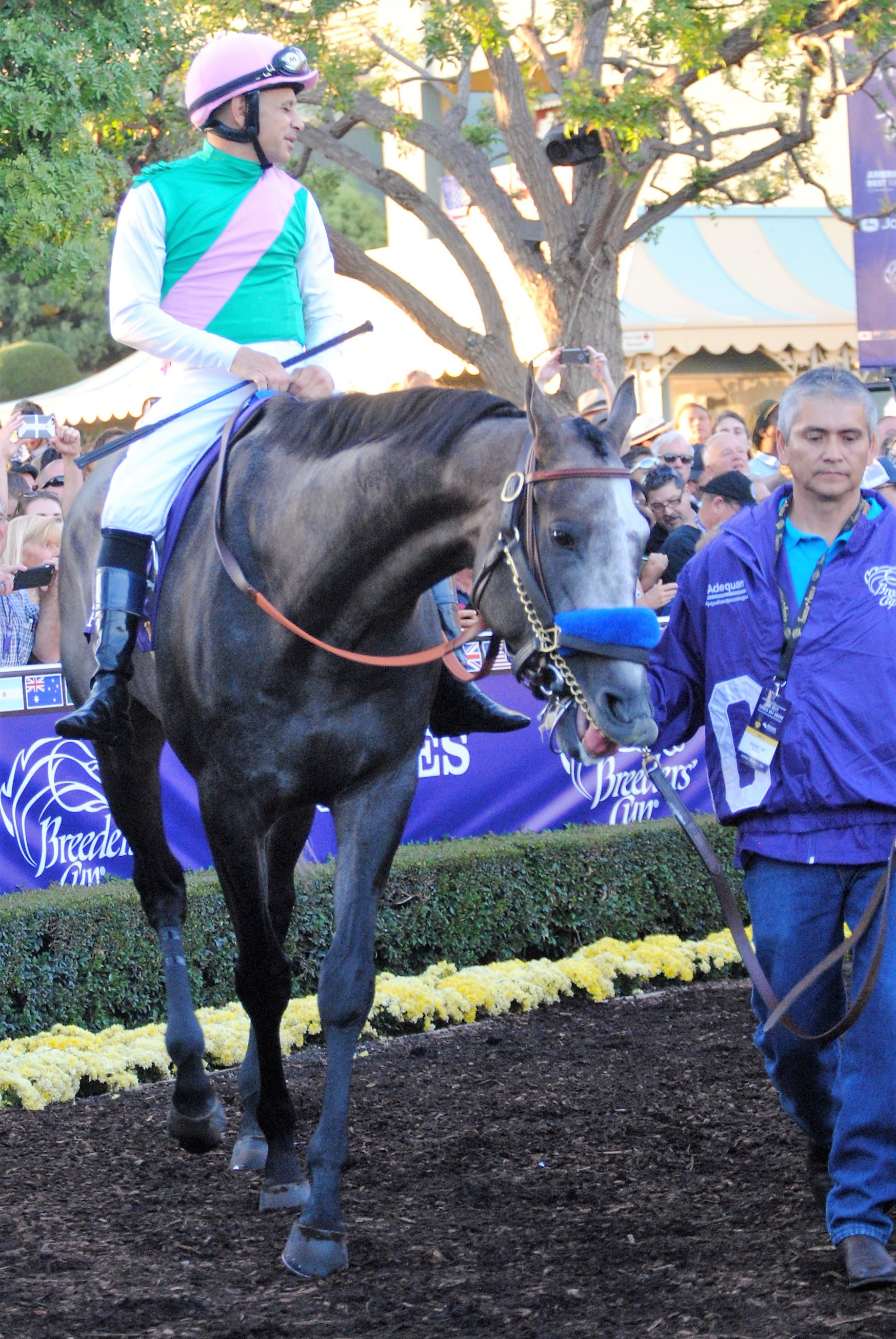
Arrogate przed Breeders’ Cup Classic 2016

Arrogate (ur. 11 kwietnia 2013, zm. 2 czerwca 2020) – amerykański koń wyścigowy pełnej krwi angielskiej. Zasłynął z tego, że wygranie kilku ważnych gonitw w krótkim odstępie czasu zapewniło mu tytuł najlepiej zarabiającego konia wyścigowego w historii Stanów Zjednoczonych. 

## Życiorys
Syn ogiera Unbridled’s Song i klaczy Bubbler. Pochodził z hodowli Clearsky Farms w Kentucky. Jako roczniak został kupiony przez Juddmonte Farms za 560 tysięcy dolarów. Został wysłany do Kalifornii do trenera Boba Bafferta. Później jego stałym dżokejem został Mike Smith.

### Sezon 2016
Arrogate rozpoczął karierę jako trzylatek, gdyż potrzebował więcej czasu na dorośnięcie. W debiucie pobiegł w gonitwie Maiden Special Weight jako faworyt, jednak zajął trzecie miejsce, zaraz za Westbrook i Accelerate. Dwa miesiące później udało mu się wygrać MSW. Następnie zwyciężył dwie gonitwy Allowance Optional Claiming. Prawdziwą sławę przyniosło mu spektakularne zwycięstwo w Travers Stakes, gdzie osiągnął przewagę 13 1⁄2 długości. Udało mu się pobić rekord konia General Assembly, który ustanowił go w 1979 roku. 5 listopada pokonał California Chrome, Konia Roku 2014 i zwycięzcę 140. Kentucky Derby, w gonitwie Breeders’ Cup Classic. Zagwarantował tym sobie Nagrodę Eclipse dla najlepszego trzyletniego ogiera roku 2016.

### Sezon 2017

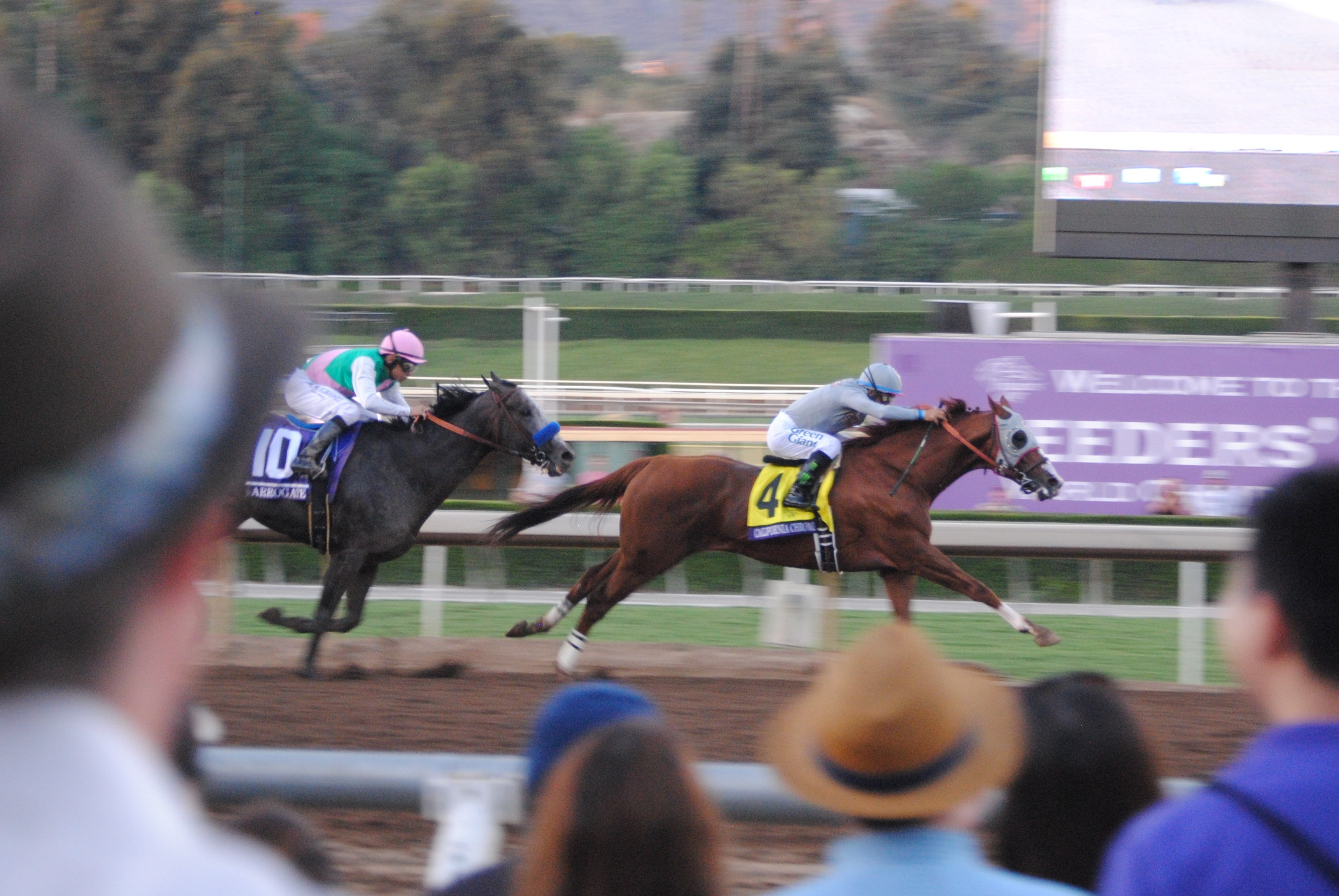
Arrogate i California Chrome, Breeders’ Cup Classic 2016

Pod koniec stycznia wygrał inauguracyjne Pegasus World Cup o 4 3⁄4 długości. Gonitwa ta miała być rewanżem pomiędzy Arrogate a California Chrome, jednak ten drugi uległ kontuzji i ukończył bieg na dziewiątym miejscu. W marcu, pomimo kiepskiego startu, z łatwością wygrał Dubai World Cup. W lipcu niespodziewanie przegrał San Diego Handicap, zajmując czwarte miejsce. Gonitwę wygrał Accelerate. W Pacific Classic zajął drugie miejsce. Jego ostatni wyścig, Breeders’ Cup Classic, ukończył jako piąty. Te trzy przegrane przez niego gonitwy odbyły się na torze Del Mar. Jego dżokej, Mike Smith, uznał, że Arrogate nie lubi nawierzchni tego toru.

## Emerytura
Po Breeders’ Cup Classic ogłoszono, że Arrogate kończy karierę sportową. Zakończył ją z 7 wygranymi na 11 startów i zarobkami wynoszącymi aż 17 422 600 dolarów USD. Jego pierwsze źrebięta przyszły na świat w 2019 roku, a karierę wyścigową zaczną w 2021.
2 czerwca 2020 został uśpiony w wieku zaledwie 7 lat z powodu choroby neurologicznej, która przez parę dni uniemożliwiła mu ustanie na nogach o własnych siłach.